# Tinsel
Tinsel es una telenovela nigeriana que comenzó a transmitirse en agosto de 2008.  El 23 de mayo de 2013, se emitió su episodio número 1000. Ha sido calificado como "el drama televisivo de mayor éxito en la televisión nigeriana en los últimos tiempos".

## Sinopsis
Tinsel se trata de dos compañías cinematográficas rivales: Reel Studios, fundada por Fred Ade-Williams (Victor Olaotan), y Odyssey Pictures, dirigida por Brenda "Nana" Mensah (Funmilola Aofiyebi-Raimi).

## Elenco
- Matilda Obaseki como Angela Dede
- Funlola Aofiyebi-Raimi como Brenda Nana Mensah (2009-presente)
- Ireti Doyle como Sheila Ade-Williams
- Linda Ejiofor como Bimpe
- Kalu Ikeagwu como Maestros
- Anne Njemanze como Sankey
- Ashionye Michelle Raccah como Monica Ade-Williams
- Funmi Holder como Amaka Ade-Williams
- Tomi Odunsi como Salewa
- Yewande Lawal como Shoshanna
- Dozie Onyiriuka como Freddy
- Abiola Segun-Williams como Titi (2008-presente)
- Florence Uwaleke como Ene (2008-presente)
- Ike Okechukwu como Chuks Obi
- Charles Ujomu como Frank (2008-presente)
- Ibrahim Suleiman como Damini
- Jumoke Bello como Peju
- Ifeanyi William como Obiora

## Producción
Estuvo en preproducción durante más de noventa meses.  Más de 500 actores audicionaron para el papel principal de Fred Ade-Williams antes de elegir a Victor Olaotan. A junio de 2013, el costo de producción por minuto del programa era de 900 dólares y los costos totales habían superado los cuatro mil millones de nairas.  El espectáculo se rodó en un estudio en Ojota, Lagos, hasta marzo de 2013, cuando un incendio destruyó ese lugar. Desde entonces, el programa se ha rodado en un estudio y una residencia privada en Ikeja, Lagos.